# 위플래쉬 (2013년 영화)
위플래쉬(영어: Whiplash)는 미국의 단편 드라마 영화이다. 데이미언 셔젤이 감독과 각본을 맡았다. 야심가인 재즈 드러머 (조니 시먼스)와 폭력적인 밴드리더 (J.K. 시먼스)의 관계를 묘사한다. 동명의 장편 영화의 바탕이 된 작품이다.
2013년 1월 18일 선댄스 영화제에서 초연되어 단편 영화 심사위원상을 수상했다. 그 후 장편 영화로 각색되어, 아카데미상에서 3개 부문에 수상하였다.

## 배역
- 조니 시먼스 - 앤드루 니먼 역
- J.K. 시먼스 - 플레처 역
- 네이트 랭 - 칼 역
- C.J. 베이나 - 메츠 역